# Iernut
Iernut (en húngaro: Radnót) es una ciudad de Rumania en el distrito de Mureș.

## Geografía
Se encuentra a una altitud de 282 m s. n. m. a 371 km de la capital, Bucarest.

## Demografía
Según estimación 2012 contaba con una población de 10 176 habitantes.
| 1948 | 1956 | 1966 | 1977 | 1992  | 2002  | 2012   |
| s/d  | s/d  | s/d  | s/d  | 9 719 | 9 523 | 10 176 |